# سلول ماهیچه‌ای

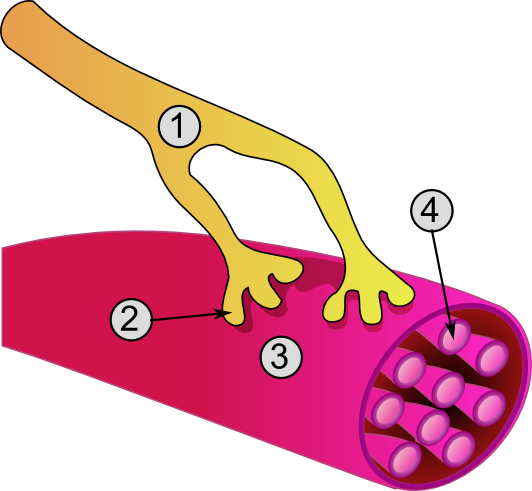
ساختار کلی یک سلول عضلانی و اتصال عصبی عضلانی: 1. آسه 2. تماس عصبی-ماهیچه‌ای 3. فیبر عضلانی 4. تارچه

سلول ماهیچه‌ای یا میوسیت (نام علمی: myocyte) نوعی سلول موجود در بافت ماهیچه‌ای است. سلول‌های ماهیچه‌ای طی فرایندی به نام ماهیچه‌زایی از سلول‌هایی به نام جوانه‌ماهیچه (Myoblast) پدید می‌آیند. شکل‌های تخصص یافته‌ای از سلول‌های ماهیچه‌ای وجود دارد: سلول‌های ماهیچه‌ای قلبی، سلول‌های ماهیچه‌ای اسکلتی، و سلول‌های ماهیچه‌ای صاف. سلول ماهیچه‌ای قلبی مسئول تولید تکانه‌های الکتریکی است که کنترل ضربان قلب و نیز اعمال دیگری را برعهده دارند. در سلول‌های ماهیچه‌ای اسکلتی، هسته‌ها معمولاً در محیط سلول قرار دارند، در حالی که در سلول‌های ماهیچه‌ای قلبی هسته‌ها معمولاً در مرکز سلول واقع شده‌اند.

## نامگذاری
هر رشتهٔ ماهیچه‌ای توسط یک لایه از بافت همبند ویژه به نام بافت همبند در ماهیچه اسکلتی فراگرفته شده‌است.
سارکوپلاسم در واقع سیتوپلاسم سلول‌های ماهیچه‌ای است. بخش بزرگی از سارکوپلاسم با تارچهها، که رشته‌های طویل پروتئینی متشکل از رشته‌های ماهیچه‌ای هستند پرشده‌است. سارکوپلاسم همچنین دارای گلیکوژن است که انرژی سلول را در طی فعالیت‌های شدید فراهم می‌کند. سارکوپلاسم حاوی میوگلوبین نیز هست که اکسیژن را به منظور فعالیت‌های ماهیچه‌ای آتی ذخیره می‌کند.
سه نوع رشتهٔ ماهیچه‌ای وجود دارد:
رشته‌های ضخیم که از مولکول‌های پروتئینی به نام میوزین تشکیل شده‌اند. این رشته‌ها همان فیلامان‌های تیره‌ای هستند که نوار A را در دستجات ماهیچه‌ای تشکیل می‌دهند.
رشته‌های نازک از مولکول‌های پروتئینی به نام اکتین تشکیل شده‌اند. این رشته‌ها همان فیلامان‌های روشنی هستند که نوار I را در دستجات عضلانی تشکیل می‌دهند.
رشته‌های الاستیک از تیتین (Titin) که یک پروتئین بزرگ فنری است تشکیل شده‌اند. این رشته‌ها متصل‌کننده رشته‌های ضخیم به نوار Z هستند.
رتیکولوم سارکوپلاسمیک (Sarcoplasmic Reticulum) که همچنین تحت عنوان شبکه آندوپلاسمی صاف شناخته می‌شود، به شکل یک شبکه در اطراف هر تارچه قرار گرفته‌است. شبکه سارکوپلاسمیک به عنوان مخزن یون‌های کلسیم عمل می‌کند. آزاد شدن کلسیم از خلال کانال‌های دریچه دار غشایی، باعث تحریک انقباض سلول ماهیچه‌ای می‌شود.
سارکولما (sarcolemma) در واقع غشای پلاسمایی رشته‌های ماهیچه‌ای است. در رشته‌های ماهیچه‌ای، چندین هسته مسطح دیده می‌شود که به سارکولما محکم فشرده شده‌اند. در حقیقت هر فیبر ماهیچه‌ای حاصل جوش خوردن و ادغام چندین جوانه‌ماهیچه (Myoblast) است و هر هسته نمایانگر هسته یک جوانه‌ماهیچه است.

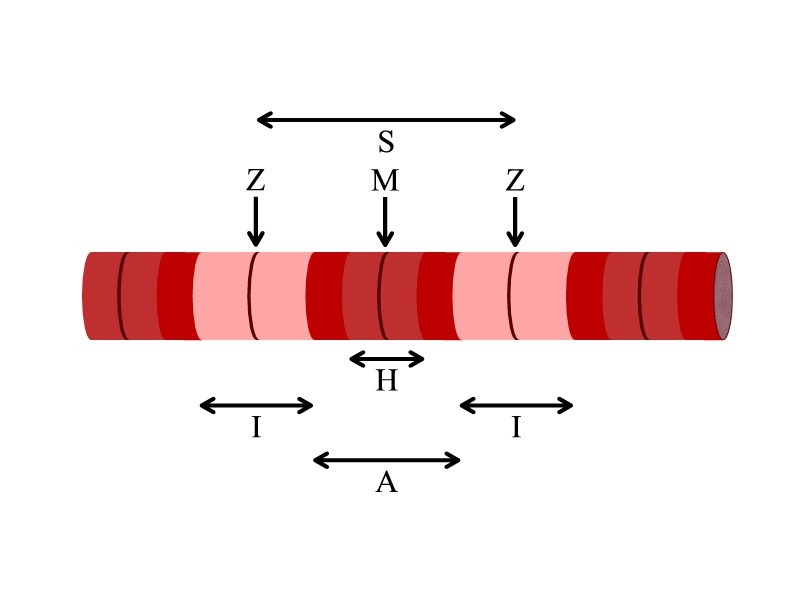
Portion of a تارچه, showing سارکومر structure: S = Sarcomere, unit of muscle function A = A-band, region of myosin I = I-band, region of actin H = H-zone, region of just myosin Z = Z-line, sarcomere boundary M = M-line, sarcomere center

## تاریخچه
هر سلولٔ ماهیچه‌ای دارای تارچه‌هایی است که زنجیره‌های بسیار طولانی از سارکومرهاهستند. سارکومرها واحدهای انقباضی سلول می‌باشند. یک سلول از ماهیچهٔ دو سر بازو، ۱۰۰،۰۰۰ سارکومر دارد. تارچه‌های سلول‌های ماهیچه‌ای صاف به شکل سارکومر سازماندهی نشده‌اند. سارکومرها از رشته‌های نازک و ضخیم تشکیل شده‌است. رشته‌های نازک از فیلامان‌های اکتین تشکیل شده‌اند، در حالی که رشته‌های ضخیم از پروتیین‌های میوزین ساخته شده‌اند. سارکومرها اندامک یا هسته ندارند. هر سلول ماهیچه‌ای توسط بافت همبند در ماهیچه اسکلتی احاطه شده‌است.
سلولٔ ماهیچه‌ای به وسیلهٔ پری میزیوم (Perimysium) در کنار هم قرار گرفته و دستجات عضلانی (Fascicles) را می‌سازند. این دستجات نیز در کنار هم قرار گرفته و بافت عضلانی را می‌سازند. بافت ماهیچه‌ای به وسیلهٔ اپی میزیوم (Epimysium) احاطه می‌شود. در میان این دستجات عضلانی گیرنده‌های کشش به نام دوک عضلانی (Muscle spindle) توزیع شده و فیدبک‌های حسی را به دستگاه عصبی مرکزی انتقال می‌دهد.

## جوانه‌ماهیچه(میوبلاست)
جوانه‌ماهیچه یک نوع از سلول‌های پیش ساز جنینی است که تمایز یافته و سلول‌های ماهیچه‌ای را به وجود می‌آورد.
رشته‌های ماهیچه‌ای از ادغام جوانه‌ماهیچه‌ها ساخته می‌شوند و بنابراین هر فیبر دارای هسته‌های متعددی است که هر هسته نشات گرفته از یک جوانه‌ماهیچه است. از تمایز جوانه‌ماهیچه‌ها سلول‌های قلبی، سلول‌های ماهیچه‌ای ساق یا سلول‌های ماهیچه‌ای اسکلتی به وجود می‌آیند.
آن دسته از جوانه‌ماهیچه‌هایی که به سلول‌های ماهیچه‌ای تمایز نمی‌یابند، به سلول‌های ماهیچه‌ماهواره‌ای (Myosatellite cells) تبدیل می‌شوند. سلول‌های ماهیچه‌ماهواره‌ای در کنار رشته‌های ماهیچه‌ای، در حدفاصل سارکولما و اندومیزیوم قرار دارند.